# Agitpop
Agitpop var et dansk musik- og kunstnerkollektiv. Gruppen blev dannet i København i 1971 i forbindelse med arbejdet på lp’en “Den første maj”.
I Agitpops melodibog fra 1975 fremgår det, at medlemmerne var musikerne Benny Holst og Arne Würgler og tekstforfatterne 
Jesper Jensen og Per Schultz samt Stina Fernström, Lone Lindorff og Jakob Oschlag. De kaldte sig et "produktionskollektiv", ikke et kunstnerkollektiv.
Musikken kan betegnes som politisk folke- og rockmusik. Deres musik blev oprindelig udgivet af kunstnerkollektivet selv, men blev senere udgivet i samarbejde med forlaget og pladeselskabet Demos, der blev oprettet i 1969 på initiativ af De Danske Vietnamkomiteer.
Gruppen tog aktiv del i 1970'ernes politiske bevægelser og var blandt andet tilknyttet Folkebevægelsen mod EF, ligesom de skrev sange ifm. strejker og andet fagforeningsarbejde.
Agitpop blev opløst i 1977.

## Diskografi
- Skolesange (Album, 1971)
- Europasange (Album, 1972)
- Lærlingesange (Single, 1972)
- Hvorlænge Endnu (Album, 1973)
- Den Sidste Olie (Album, 1976)

## Melodibog med tekster og noder
- Danmarx melodibog : 1, Agitpop, 5, København: Demos, 1975, ISBN 87-87337-52-5